# Neumark
La Neumark, anche conosciuta come Nuova Marca o Brandeburgo orientale (in tedesco Ostbrandenburg), è stata una regione storica tedesca a est del fiume Oder. Oggi fa parte della Polonia.
Il Margraviato del Brandeburgo acquisì il territorio orientale che sarebbe divenuto la Neumark durante il Basso Medioevo. Come Brandeburgo-Küstrin, la Neumark fu uno stato indipendente del Sacro Romano Impero dal 1535 al 1571, quando ritornò agli Elettori del Brandeburgo. Divenne parte del Regno di Prussia nel 1701 e dell'Impero tedesco nel 1871.
La maggior parte della Neumark fu trasferita dalla Germania alla Polonia nel 1945 e la popolazione tedesca espulsa fu sostituita con polacchi. La maggioranza del territorio polacco oggi fa parte del Voivodato di Lubusz, mentre le città settentrionali di Choszczno (Arnswalde), Myślibórz (Soldin), e Chojna (Königsberg in der Neumark) sono nel voivodato della Pomerania Occidentale.

## Posizione
La Neumark confinava a ovest e a sud con l'Oder, a nord con la Pomerania e a est con la Polonia (in seguito con la Posnania). I fiumi Warta e Noteć, con le loro regioni paludose dominavano il paesaggio della regione. All'epoca della massima estensione della Neumark (la fine del XVII secolo) la regione includeva i distretti (kreis) e le città di Königsberg in der Neumark (Chojna), Soldin (Myślibórz), Landsberg an der Warthe (Gorzów), Friedeberg (Strzelce), Arnswalde (Choszczno), Dramburg (Drawsko), Schivelbein (Świdwin), e Crossen an der Oder (Krosno).

## Storia

### Periodo pre-migrazioni
Prima del periodo delle migrazioni, la regione che si sarebbe chiamata Neumark era abitata dalle tribù germaniche dei Burgundi e Rugi. In seguito le tribù slave occidentali migrarono nella regione dalla loro zona originaria a est dell'attuale Minsk, prendendo il posto dei Germani che si erano spostati a ovest, invadendo parti dell'Impero romano.

### Medioevo
La regione fu sotto il dominio del Regno di Polonia durante il X secolo con il dominio di Mieszko I e Boleslao I, duchi di Polonia. Il territorio della futura Neumark fu incorporato nella Terra di Lebus e fu popolato dai polacchi dall'inizio del XIII secolo. All'inizio del terzo decennio del XIII secolo i coloni che parlavano il basso tedesco provenienti dal Sacro Romano Impero iniziarono a stabilirsi a nord e a sud della Warta e del Noteć, su iniziativa dei signori polacchi e pomerani (Ostsiedlung). I signori invitarono membri dei Cavalieri Templari e del Cavalieri Ospitalieri a stabilire dei monasteri, intorno ai quali iniziarono a svilupparsi alcune frazioni. Per fortificare i confini pomerani e polacchi, i duchi costruirono castelli al nord, intorno ai quali si svilupparono insediamenti umani.
Il margraviato del Brandeburgo ascaniano, iniziando con Alberto l'Orso, aspirava a estendere il dominio a est dell'Oder. Conquistò una zona a est del fiume nel 1242 e nel 1252 il Margraviato del Brandeburgo e l'Arcidiocesi del Magdeburgo acquistarono la Terra di Lebus. Nel 1253 fondarono Francoforte sull'Oder, come punto di inizio per l'espansione verso est. Con l'acquisto delle terre, promesse di matrimonio e servizi alla dinastia Piast della Polonia, gli Ascani estesero il loro territorio a est fino al fiume Drawa e a nord fino al Parsęta. Per togliersi l'aggravio del mantenimento della fortezza, il duca Przemysł I della Grande Polonia assegnò il castello al Margravio Conrad, come dote per la figlia Konstancja. Per salvaguardare la regione, il Margravio Giovanni I fondò la città di Landsberg an der Warthe nel 1257. I Cavalieri Templari vendettero Soldin agli Ascani nel 1261, e la città iniziò a diventare il centro della regione.
Molti dei coloni che s'insediarono nei nuovi territori orientali del Brandeburgo giungevano dal Brandeburgo o dall'Altmark ("Antica Marca"). Diversamente dal resto del Brandeburgo, dove gli Ascani sistemavano i cavalieri nelle frazioni, i margravi iniziarono a costruire castelli nelle terre a est dell'Oder per difendersi dalla Polonia. Gli abitanti slavi della regione furono gradualmente germanizzati. Siccome la nuova Terra trans Oderam era un'estensione del Margravato del Brandeburgo, divenne conosciuta come Neumark ("Nuova Marca") dopo la fine del XV secolo.
Con l'estinzione degli Ascani nel 1320, l'interesse del Brandeburgo nella Neumark diminuì. Né i margravi del Wittelsbach (1323-1373) né la dinastia del Lussemburgo si occuparono dello sviluppo dei territori più a est. Il vuoto politico permise alla Polonia di riaffermare la propria influenza sull'area, mentre i baroni terrorizzavano la popolazione.
Nel 1326 la regione della Neumark è stata devastata da un'alleanza polacco-lituana.

### Cavalieri Teutonici
La Neumark passò sotto il controllo dei Cavalieri teutonici nel 1429, ma dopo la loro sconfitta nella battaglia di Grunwald, il futuro Gran Maestro Michael Küchmeister von Sternberg utilizzò la Neumark come luogo di esercitazione per eserciti mercenari tedeschi e ungheresi, che poi scagliò contro le forze del re Ladislao II di Polonia, permettendo all'Ordine di conquistare gran parte del suo territorio con la Pace di Toruń.
La cattiva amministrazione dei Cavalieri fece sì che la Neumark fosse restituita al Brandeburgo nel 1454, sotto il comando di Federico II della dinastia Hohenzollern. Dopo che la riacquisizione della Neumark fu completata nel 1463 per 40.000 fiorini, la regione appartenne al Brandeburgo per i successivi secoli. Federico II lasciò scritto che "la Neumark avrebbe costituito parte del Brandeburgo e non avrebbe dovuto essere ceduta a coloro che non parlano la lingua tedesca".

### Brandeburgo-Küstrin

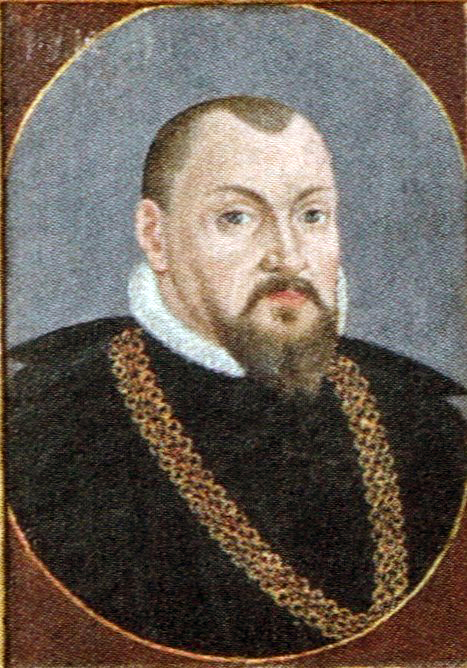
Giovanni di Brandeburgo-Küstrin.

Dopo la morte dell'Elettore Gioacchino I nel 1535, il territorio del Brandeburgo a ovest dell'Oder (la Kurmark) andò al figlio maggiore Gioacchino II, mentre la Neumark fu ereditata dal figlio minore Giovanni. Quest'ultimo iniziò a governare la regione come entità indipendente e consolidò il suo dominio. Sostenitore entusiasta della riforma protestante, Giovanni riuscì a convertire la Neumark al luteranesimo e a confiscare le proprietà della Chiesa. Visse frugalmente e acquisì ricchezze attraverso l'usura e compagnie mercenarie.
La divisione del Brandeburgo causò guerre per i commerci tra i fratelli, anche se entrambi si misero d'accordo sull'organizzazione di Stettino.
Nel 1548 l'amministrazione di Giovanni fu spostata da Soldin a Küstrin. Con la morte dei fratelli nel 1571, la Neumark si riunì alla Kurmark con il figlio di Gioacchino II, Giovanni Giorgio.

### Brandeburgo-Prussia
Nel 1618 il Brandeburgo orientale divenne parte del Brandeburgo-Prussia dopo la successione degli elettori del Ducato di Prussia. Durante la guerra dei trent'anni (1618-1648) la Neumark fu rastrellata sia dalle truppe svedesi che da quelle del Sacro Romano Impero, che incendiarono anche le città, mentre le epidemie di peste del 1626 e del 1631 uccisero gran parte della popolazione. Mentre era occupata dalle truppe svedesi, la regione dovette contribuire con 60.000 talleri e 10.000 Wispel di segale.

### Regno di Prussia

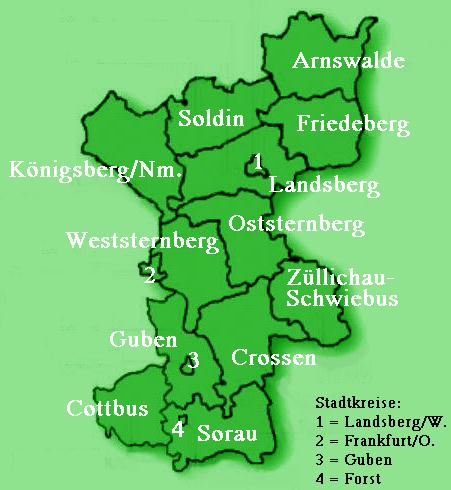
Distretti del Neumark nel 1818

Dopo la creazione del Regno di Prussia nel 1701, la situazione della Neumark iniziò a migliorare. Il re Federico I diede origine a nuova ondate di colonizzatori. Molti dei nuovi insediati erano francesi ugonotti, obbligati a scappare dalle persecuzioni religiose in Francia. Anche l'industria tessile iniziò a svilupparsi nella Neumark; la guerra dei sette anni causò la regressione della regione, in quanto furono richiesti alti contributi dalla popolazione per lo sforzo bellico, e inoltre la Neumark fu il luogo in cui si svolsero molte battaglie, come quella di Kunersdorf. Con il re Federico II aumentò la richiesta di terre e la consolidazione economica.
La riorganizzazione della Prussia dopo i cambiamenti territoriali risultati dal Congresso di Vienna del 1815 cambiarono la composizione politica della Neumark. I distretti di Dramburg e Schivelbein e la parte settentrionale dell'Arnswald, con la città di Nörenberg furono trasferite alla Provincia di Pomerania; la parte restante del territorio della Neumark fu incorporata del nuovo Regierungsbezirk di Francoforte sull'Oder.

### Germania
Con la creazione dell'Impero tedesco guidato dalla Prussia nel 1871, la Neumark divenne parte di uno stato tedesco unitario assieme al resto del Brandeburgo. Nella Repubblica di Weimar, all'Assemblea nazionale del 1º novembre 1919, la maggioranza della regione votò per il Partito Socialdemocratico (SPD), mentre la maggior parte della popolazione della Neumark votò il Partito Popolare Nazionale Tedesco alle elezioni del Reichstag il 20 maggio 1928, con un piccolo gruppo di sostenitori del SPD. Nel voto per il Reichstag del dicembre 1924, 1.900 su 570.000 voti andarono al Partito dei Contadini polacchi (nel 1925 la Neumark aveva 2.500 abitanti di madrelingua polacca).
Quando la provincia di Poznan-Prussia occidentale fu sciolta nel 1938, la Neumark si espanse per includere i circondari di Schwerin e Meseritz, anche se quelli di Arnswalde e Friedeberg furono trasferiti alla Pomerania. Nel censimento del 1939 la Neumark aveva una popolazione di 645.000 abitanti, inclusi 3.000 non tedeschi. Il dialetto parlato nella maggior parte del territorio era il Neumärkisch, una variazione del dialetto basso tedesco orientale del Brandeburgo.

#### Infrastrutture prima del 1945
La regione della Neumark era sempre stata basata sull'agricoltura e sulle attività forestali. Le città di media grandezza erano perlopiù Ackerbürgerstädte, o città-fattorie. L'industria tessile divenne importante nel XIX secolo. Con la costruzione delle strade moderne, la Fernverkehrstraße 1 (un'arteria che corre da Berlino a Königsberg), e la Preußische Ostbahn (Ferrovia della Prussia orientale), la Neumark iniziò anche a sviluppare la propria industria. Alcuni sviluppi furono volti ai bisogni agricoli, e furono concentrati intorno alle città di Landsberg e Küstrin, e il Neumark non divenne industrializzato o densamente popolato come altre aree della Germania, come la Ruhr, la Sassonia, o l'Alta Slesia.

#### Seconda guerra mondiale
Verso la fine della seconda guerra mondiale, l'Armata Rossa sovietica raggiunge la Neumark alla fine di gennaio 1945. Siccome l'Armata era avanzata rapidamente, la popolazione civile della regione aveva sofferto molto per la guerra e l'occupazione delle truppe, non essendo stata in grado di fuggire in tempo. Più di 40.000 abitanti della Neumark morirono in battaglia da soldati.
Siccome la Neumark giaceva a est della Linea Oder-Neiße, che formava in confine tra il territorio controllato dai tedeschi e quello della Repubblica Popolare Polacca, la regione fu posta sotto amministrazione della Polonia dopo la Conferenza di Potsdam. I tedeschi rimasti nella zona furono espulsi e le loro terre furono confiscate, secondo il decreto del governo polacco del marzo 1946. Una piccola parte della popolazione tedesca, perlopiù tecnici delle compagnie idriche, poterono rimanere e furono autorizzati a emigrare in Germania negli anni cinquanta. Vecchie statistiche indicano che della popolazione prebellica di 645.000 individui, solo 5.000 rimasero nel distretto nel 1950. Oltre ai 40.000 abitanti morti in battaglia, 395.000 scapparono nella Germania Ovest o nella Germania Est, e 208.000 morirono, scomparvero o furono assassinati durante le espulsioni da parte dell'esercito polacco e sovietico.

### Polonia
La Linea Oder-Neisse che delimitava la Germania e la Polonia separò diverse località trasformandole in città divise:
- Küstrin fu divisa in Kietz e Kostrzyn nad Odrą,
- Frankfurt an der Oder fu divisa in Francoforte sull'Oder e Słubice,
- Guben fu divisa in Guben e Gubin,
- Bad Muskau fu divisa in Bad Muskau e Łęknica,
- Forst fu divisa in Forst e Zasieki,
- Görlitz fu divisa in Görlitz e Zgorzelec.

Per sostituire la popolazione tedesca espulsa, l'ex Neumark fu abitata per circa il 66% da polacchi provenienti dalla Polonia centrale e per circa il 33% da polacchi e Ucraini dalle aree polacche annesse dall'Unione Sovietica. Dal 1975 al 1998 l'ex territorio della Neumark fu diviso tra i Voivodati di Gorzów Wielkopolski e di Zielona Góra, con una piccola parte intorno a Chojna nel Voivodato di Stettino. Con la riorganizzazione dei voivodati polacchi del 1º gennaio 1999, quasi tutta la Neumark appartiene oggi al Voivodato di Lubusz.